# IC 852
IC 852 — галактика типу E-S0 (еліптична спіральна галактика) у сузір'ї Велика Ведмедиця.
Цей об'єкт міститься в оригінальній редакції індексного каталогу.